# Rebić
Rebić falu Horvátországban, Lika-Zengg megyében. Közigazgatásilag Udbinához tartozik.

## Fekvése
Korenicától légvonalban 22 km-re, közúton 29 km-re délre, községközpontjától légvonalban 3 km-re, közúton 7 km-re északnyugatra, a Korbavamező közepén, az 1-es számú főúttól nyugatra fekszik.

## Története
A hagyomány szerint neve egy korábban itt élő, avagy itt birtokos család nevéből származik. Rebić várát már a 15. század végén említik. A vár egy japod erődítmény romjain épült. A középkorban a Gusić nemzetség birtoka volt. A török 1527-ben foglalta el. Egy 1577-es feljegyzés a török által megerősített várak között említi. A falu lakosságának nagyobb része ebben az időben Boszniából betelepített pravoszláv volt, mellettük egy muzulmán kisebbség is élt a településen. Az 1685 és 1699 között dúlt osztrák-török háborúban lakossága elmenekült. 1689-ig lényegében lakatlan volt, ekkor Dalmáciából és Lika felső részeiről érkezett szerbekkel telepítették be. Az 1712-es összeírásban már "Rebich" néven szerepel. Lakói egyházilag mutilići parókiához tartoztak. A falunak 1857-ben 206, 1910-ben 259 lakosa volt. A trianoni békeszerződés előtt Lika-Korbava vármegye Udbinai járásához tartozott. Ezt követően előbb a Szerb-Horvát-Szlovén Királyság, majd Jugoszlávia része lett. 1991-ben teljes lakossága szerb nemzetiségű volt. A falunak 2011-ben 22 lakosa volt.

## Lakosság
| Lakosság változása | Lakosság változása | Lakosság változása | Lakosság változása | Lakosság változása | Lakosság változása | Lakosság változása | Lakosság változása | Lakosság változása | Lakosság változása | Lakosság változása | Lakosság változása | Lakosság változása | Lakosság változása | Lakosság változása | Lakosság változása |
| ------------------ | ------------------ | ------------------ | ------------------ | ------------------ | ------------------ | ------------------ | ------------------ | ------------------ | ------------------ | ------------------ | ------------------ | ------------------ | ------------------ | ------------------ | ------------------ |
| 1857               | 1869               | 1880               | 1890               | 1900               | 1910               | 1921               | 1931               | 1948               | 1953               | 1961               | 1971               | 1981               | 1991               | 2001               | 2011               |
| 206                | 232                | 246                | 271                | 302                | 259                | 244                | 238                | 137                | 162                | 162                | 107                | 75                 | 63                 | 6                  | 22                 |